# Vincent M. Fennelly
Vincent M. Fennelly (Brooklyn, 5 de julho de 1920 – Newport Beach, 4 de dezembro de 2000) foi um produtor americano de cinema e televisão. Ele trabalhou como gerente de vendas da Monogram Pictures, antes de se formar em 1950 para produzir imagens para o estúdio e sua empresa irmã, Allied Artists. Fennelly esteve intimamente envolvido na produção de filmes western, um grande número dos quais era produzido pelas empresas a cada ano. 

## Filmografia selecionada
- Arizona Territory (1950)
- Silver Raiders (1950)
- Cherokee Uprising (1950)
- Outlaw Gold (1950)
- Outlaws of Texas (1950)
- Colorado Ambush (1951)
- Abilene Trail (1951)
- Man from Sonora (1951)
- Dead or Alive (1951)
- Canyon Raiders (1951)
- Blazing Bullets (1951)
- Nevada Badmen (1951)
- The Longhorn (1951)
- Montana Desperado (1951)
- Stagecoach Driver (1951)
- Oklahoma Justice (1951)
- Whistling Hills (1951)
- Dead Man's Trail  (1952)
- Texas City (1952)
- Man from the Black Hills (1952)
- The Maverick (1952)
- The Gunman (1952)
- Montana Incident (1952)
- Kansas Territory (1952)
- Waco (1952)
- Wyoming Roundup (1952)
- Fargo (1952)
- Wagons West (1952)
- Star of Texas (1953)
- The Homesteaders (1953)
- The Marksman (1953)
- Rebel City (1953)
- Fighting Lawman (1953)
- Topeka (1953)
- Vigilante Terror (1953)
- Texas Bad Man (1953)
- Bitter Creek (1954)
- The Forty-Niners (1954)
- The Desperado (1954)
- Two Guns and a Badge (1954)
- At Gunpoint (1955)
- Seven Angry Men (1955)
- Dial Red O (1955)
- Bobby Ware Is Missing (1955)
- Crime in the Streets (1956)
- Last of the Badmen (1957)
- Guns of the Magnificent Seven (1959)
- Cannon for Cordoba (1970)